# Autarchoglossa
Infra-ordre
Classification phylogénétique
- Diapsides
  - Archosauriens
    - Oiseaux
    - Crocodiliens

  - Lépidosauriens
    - Sphénodontiens
    - Squamates

Les Autarchoglossa sont un infra-ordre de Squamates qui regroupent beaucoup de lézards, les varans, les orvets et les serpents de verre. Ils partagent le fait d'avoir le corps recouvert d'écailles et de muer. 
Ils ont généralement quatre pattes, des oreilles à tympan apparent (sans conduit auditif externe) et des paupières mobiles. Pourtant, les orvets et les serpents de verre n'ont pas de pattes apparentes, mais on en retrouve dans leur squelette au niveau embryonnaire. Ce ne sont pas des serpents, car à la différence de ceux-ci, ils ont des paupières, des oreilles externes et une double rangée d'écailles ventrales. De même les orvets, comme beaucoup d'autres lézards, peuvent se briser la queue dans un mécanisme de défense et de diversion (autotomie).
La plupart des lézards se nourrissent d'insectes voire de rongeurs, oiseaux ou reptiles pour les plus grandes espèces.
Cet infra-ordre de squamates regroupe la plupart des lézards et comprend les familles suivantes :
- Anguidae Gray, 1825
- Anniellidae Nopcsa 1928
- Cordylidae Mertens, 1937
- Gerrhosauridae
- Gymnophthalmidae Merrem, 1820
- Helodermatidae Gray, 1837
- Lacertidae Gray, 1825
- Lanthanotidae Steindachner, 1877
- Scincidae Gray, 1825
- Teiidae Gray, 1827
- Varanidae Hardwicke & Gray, 1827 - les varans
- Xantusiidae Baird, 1858
- Xenosauridae Cope, 1866